# Calvaire de Saint-Lunaire
Le calvaire de Saint-Lunaire est une croix monumentale de la commune de Saint-Lunaire, dans le département d’Ille-et-Vilaine en région Bretagne. 

## Localisation
Il se trouve tout au nord du département et à centre du bourg de Saint-Lunaire, devant la façade sud de la vieille église de Saint-Lunaire. 

## Historique
Le calvaire date du XVIe siècle.
Il est inscrit au titre des monuments historiques depuis le 22 mars 1930.
La croix originelle a été détruite par les bombardements de 1944 et reconstruite à l'identique en 1954.

## Architecture
Ce calvaire représente sur sa face est le Christ et la face ouest une Vierge à l'Enfant.

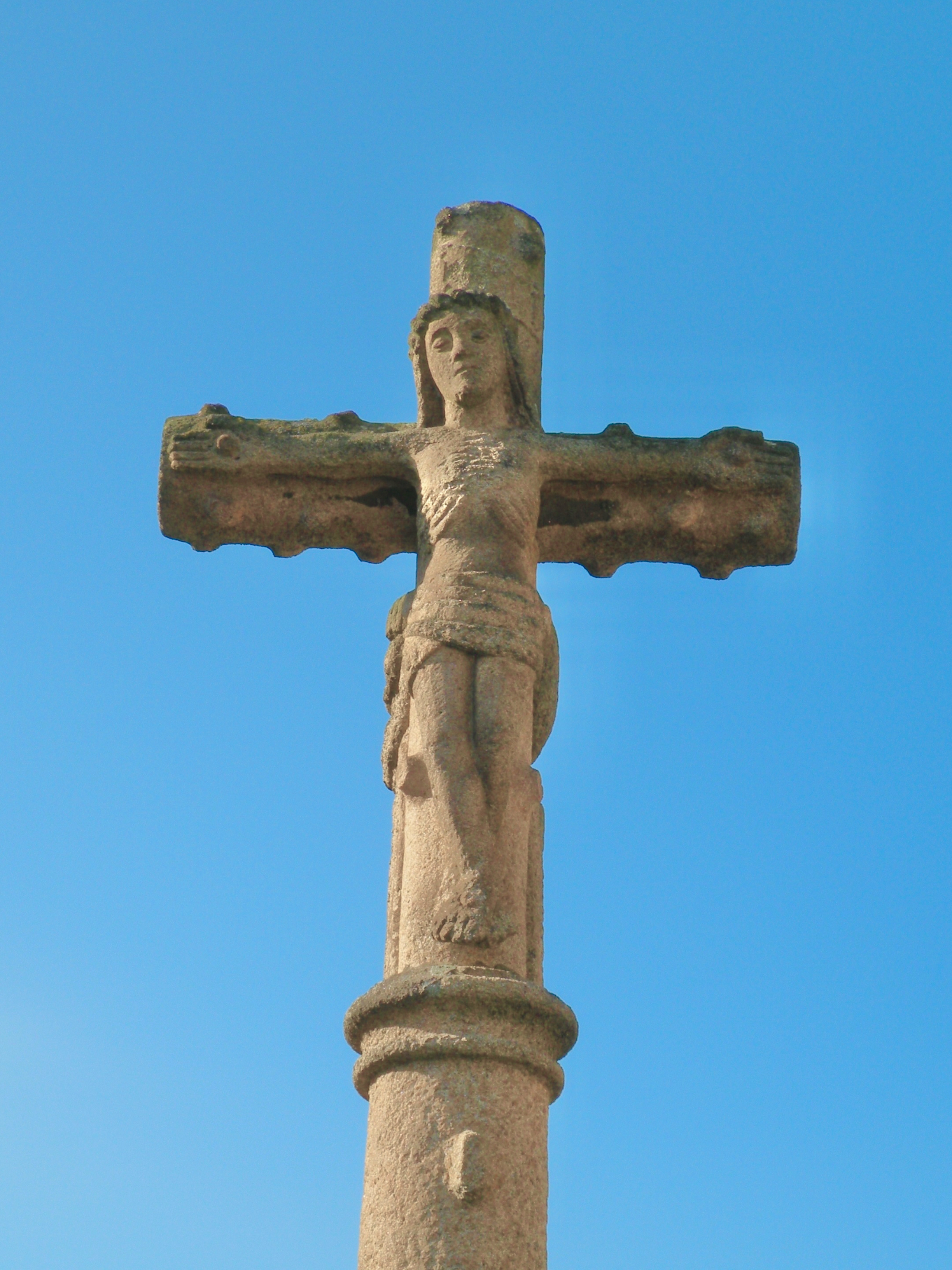
Face est.
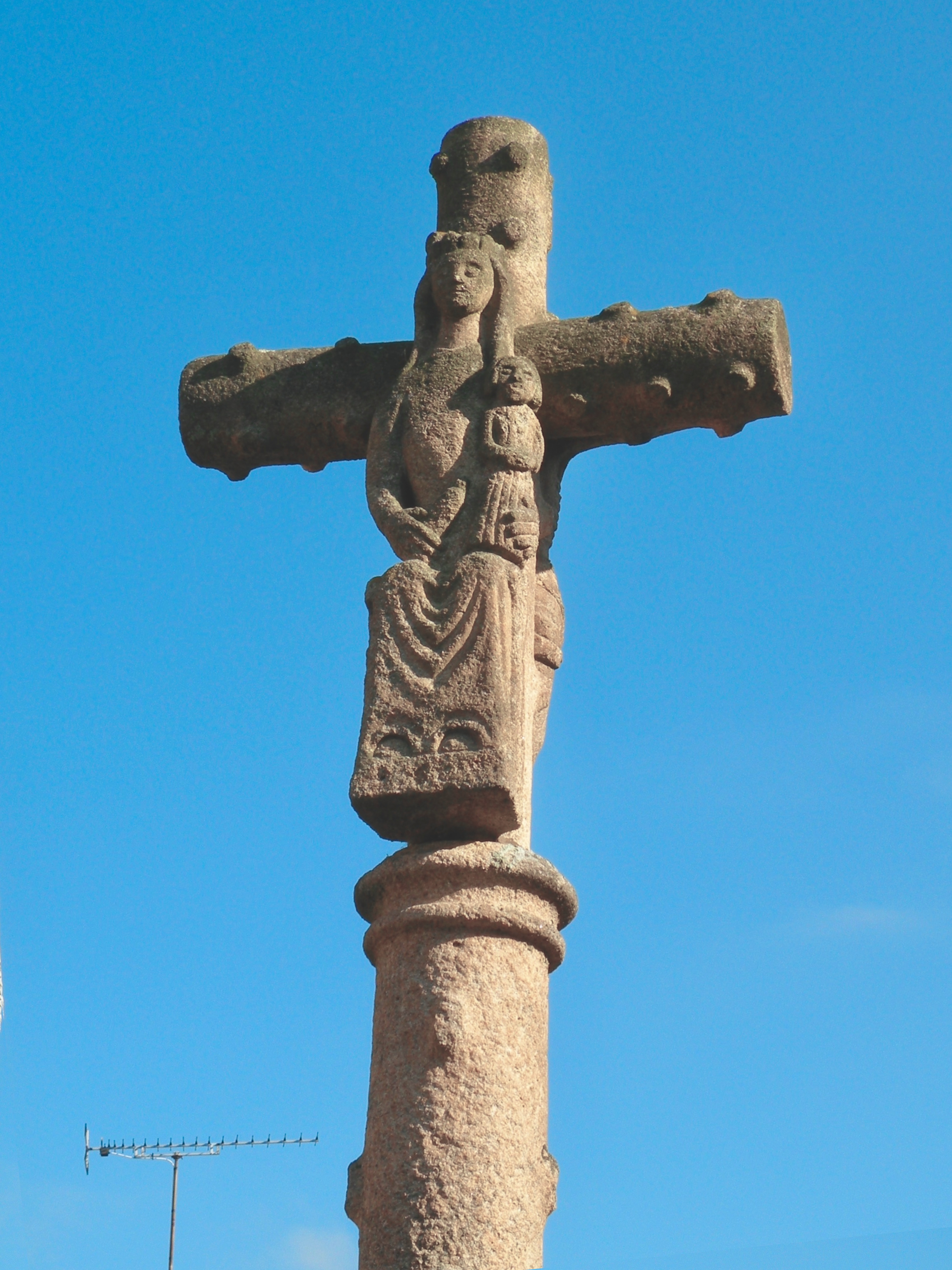
Face ouest.